# ميخائيل كروفورد (أستاذ جامعي)
ميخائيل كروفورد (بالإنجليزية: Michael Crawford)‏ هو باحث في تاريخ العصور الكلاسيكية ومؤرخ بريطاني، ولد في 7 ديسمبر 1939 في تويكنهام في المملكة المتحدة.